# Article 92 de la Constitution de la Cinquième République française
Article 91
 Abrogé Article 93
 Abrogé
L'article 92 de la Constitution française a constitué le fondement juridique des mesures de mise en place des institutions de la Cinquième République.

## Texte de l'article
« Les mesures législatives nécessaires à la mise en place des institutions et, jusqu'à cette mise en place, au fonctionnement des pouvoirs publics seront prises en Conseil des Ministres, après avis du Conseil d'État, par ordonnances ayant force de loi.

Pendant le délai prévu à l'alinéa 1er de l'article 91, le Gouvernement est autorisé à fixer par ordonnances ayant force de loi et prises en la même forme le régime électoral des assemblées prévues par la Constitution.

Pendant le même délai et dans les mêmes conditions, le Gouvernement pourra également prendre en toutes matières les mesures qu'il jugera nécessaires à la vie de la Nation, à la protection des citoyens ou à la sauvegarde des libertés. »
— Article 92 de la Constitution (version d'origine)

## Une procédure exceptionnelle
Les textes pris en application de l'article 92, qualifiés d'« ordonnances », sont très nombreux et souvent d'une importance fondamentale puisqu'ils concernent le fonctionnement même des institutions les plus importantes de la République. Leurs dispositions sont pour beaucoup toujours en vigueur, même si les ordonnances ont été modifiées ultérieurement par le Parlement selon la procédure des lois organiques. 
Or ces ordonnances sont marquées par le caractère exceptionnel de leur élaboration, le Parlement n'étant pas intervenu dans leur élaboration et le Conseil constitutionnel ne vérifiant pas leur constitutionnalité. Elles se distinguent donc des ordonnances prises en application de l'article 38, ces dernières faisant l'objet d'une habilitation et d'une ratification (au moins implicite, pour celles qui ont été prises avant la révision constitutionnelle du 23 juillet 2008) de la part des assemblées parlementaires.
La Constitution ayant été promulguée le 4 octobre 1958, le Gouvernement pouvait, conformément au délai de 4 mois prévu au 1ᵉʳ alinéa de l'article 91, prendre des ordonnances ayant force de loi (sans passage devant le Parlement) jusqu’au 4 février 1959.
Parmi les sujets traités, on peut notamment citer :
- l'élection du président de la République (ordonnance no 58-1064 du 7 novembre 1958 organique relative à l'élection du président de la République) ;
- les règles de fonctionnement des assemblées parlementaires (ordonnance no 58-1100 du 17 novembre 1958 relative au fonctionnement des assemblées parlementaires) et du Conseil constitutionnel (ordonnance no 58-1067 du 7 novembre 1958 portant loi organique sur le Conseil constitutionnel) ;
- la loi de finances pour 1959 (ordonnance no 58-1374 du 30 décembre 1958 portant loi de finances pour 1959).

## Abrogation
Les articles 90 à 92 n'ayant vocation à s'appliquer que pendant la phase de mise en place des institutions, ils ont été abrogés par la révision constitutionnelle du 4 août 1995.